# 尼斯托雷什蒂鄉

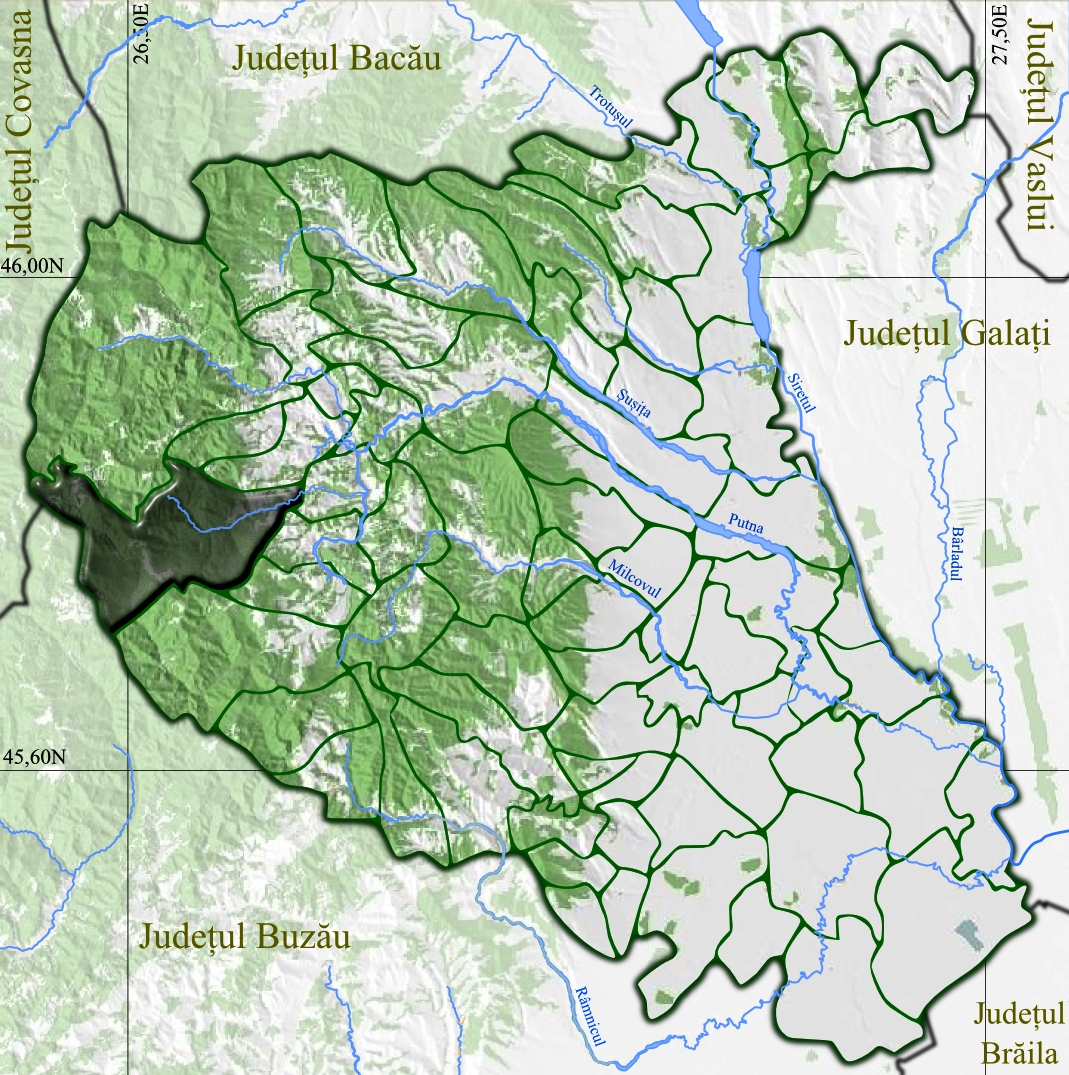
尼斯托雷什蒂鄉

45°49′33″N 26°42′53″E / 45.82583°N 26.71472°E
尼斯托雷什蒂鄉（羅馬尼亞語：Comuna Nistorești, Vrancea），是羅馬尼亞的鄉份，位於該國東部，由弗朗恰縣負責管轄，面積56平方公里，海拔高度259米，2002年人口2,247，人口密度每平方公里40人。